# Austrotinodes tuxtlensis
Austrotinodes tuxtlensis är en nattsländeart som beskrevs av Oliver S. Flint Jr. och Donald G. Denning 1989. Austrotinodes tuxtlensis ingår i släktet Austrotinodes och familjen trattnattsländor. Inga underarter finns listade i Catalogue of Life.